# West, Texas
West är en ort i McLennan County, Texas, USA.